# Сахно, Ирина Михайловна
Ири́на Миха́йловна Сахно́ (р. 6 октября 1956, Ставрополь, СССР) — советский и российский культуролог, искусствовед, литературовед. Доктор филологических наук (1999), профессор Школы дизайна Факультета креативных индустрий  НИУ  ВШЭ, Академический руководитель магистерской программы " Практики современного искусства" НИУ ВШЭ.Член научной комиссии Факультета креативных индустрий НИУ ВШЭ. Председатель Диссертационного Совета ( PhD in Arts and Design) Школы дизайна, Главный редактор Журнала ВШЭ по искусству и дизайну / HSE University Journal of Art & Design

## Биография
Ирина Сахно родилась 6 октября 1956 года в Ставрополе.
В 1978 году окончила с дипломом с отличием филологический факультет Ставропольского государственного университета. После окончания университета работала старшим преподавателем кафедры «История русской литературы XX века», читала курс лекций по теории и истории русской литературы XX века на филологическом факультете СГУ. В 1981—1984 годах училась в очной аспирантуре кафедры «Теории литературы и эстетики» Московского областного педагогического института имени Н. К. Крупской. В 1985 году защитила диссертацию на соискание учёной степени кандидата филологических наук по специальности 10.01.18 — теория литературы. В 1991 году Сахно было присвоено учёное звание доцента.
В 1986—1989 годах была гастдоцентом кафедры русской литературы Отделения славянских языков Высшей педагогической школы имени К. Цеткин в Лейпциге (Германская Демократическая Республика), где читала курсы «История русской литературы XX века», «Современная русская проза», «Русский авангард в пространстве европейской культуры», руководила студенческим «Поэтическим клубом», принимала участие в культурных проектах Посольства России в ГДР. В 1992 году проходила стажировку на отделении славянской филологии Лейпцигского университета. В 1990—1993 годах была доцентом кафедры русской литературы XX века Ставропольского государственного университета.
В 1994—1997 годах училась в очной докторантуре кафедры «История русской литературы XX века» филологического факультета Московского государственного университета имени М. В. Ломоносова.
В 1999 году защитила диссертацию на соискание учёной степени доктора филологических наук по теме «Русский авангард: живописная теория — поэтическая практика». Специальность 10.01.01. В 2002 году Сахно было присвоено учёное звание профессора по кафедре теории и истории культуры.
В 1995 году окончила Школу европейских языков по специальной программе зарубежных работодателей со специализацией на немецком языке. В 2007 году получила свидетельство о повышении квалификации по специальности «Культурология» факультета культурологии Института повышения квалификации Московского государственного университета имени М. В. Ломоносова. В 2012 году прошла стажировку в Агентстве творческих индустрий, Москва по программе « Креативные индустрии и творческое предпринимательство». С 2017 года — член Общероссийской организации «Ассоциация искусствоведов» (АИС). Преподавала русскую литературу XX века, историю мировой художественной культуры и культурологию, историю мирового искусства в московских вузах (МГУ, МГПУ, МОПУ, МГОПУ и др.).Читала лекции по истории визуальной культуры и русскому авангарду в  крупнейших университетах Германии, Италии, Франции и Швейцарии. В 2020 -2021 годах  закончила он-лайн школу английского языка Skyeng (С1-Advanced)
С 2002 года по январь 2022 — профессор кафедры теории и истории культуры факультета Гуманитарных и социальных наук РУДН. Член Научно-технического Совета РУДН, заместитель заведующего кафедрой по научной и международной деятельности, научный руководитель магистерских программ «История и теория культуры и искусства», « Креативные индустрии и менеджмент в сфере культуры», «Культурное наследие: исследование и управление» — совместная международная образовательная программа РУДН — Университет Балеарских островов, Испания; член комиссии по международной деятельности факультета гуманитарных и социальных наук, член Совета факультета по проблемам магистратуры и аспирантуры. Читала курсы: «Культурология: теория культуры», « Теория и практика межкультурной коммуникации», «Культура и искусство модернизма», «Современное искусство в пространстве коммуникации», «Современный арт-рынок: состояние и перспективы», «Семиотика культуры».
С 2019 г. - профессор  Школы Дизайна Факультета креативных индустрий НИУ ВШЭ.  Читает курсы: " Практики анализа визуальной культуры" ( бакалавры), " Теории и методы" ( аспиранты), ведет Научно-исследовательский семинар в магистратуре. осуществляет научное руководство аспирантами, является  Академическим руководителем магистерской образовательной программы " Практики современного искусства", Председателем Диссертационного Совета ( PhD in Arts and Design) Школы дизайна, Главным редактором Журнала ВШЭ по искусству и дизайну / HSE University Journal of Art & Design.

## Научная деятельность.
Известный     как в России, так и за рубежом исследователь русского авангарда 1910 —     1927-хх  годов с высоким уровнем международной цитируемости. Стояла у     истоков российского теоретического авангардоведения. Одна из признанных     теоретиков русского авангарда.Научные интересы находятся в области авангардоведения и междисциплинарных исследований культуры. Занимается исследованием теории и практики русского авангарда 1910—1927-х гг.: проблема взаимодействия живописи и поэзии, семиотика авангарда и морфология авангардистского текста. В последние годы занимается проблемой соотношения вербального и визуального текстов культуры от исторического контекста до современных визуальных стратегий и культурных практик и теоретическими проблемами современного искусства. 